# Glimboca
Glimboca is een Roemeense gemeente in het district Caraș-Severin.
Glimboca telt 1866 inwoners.